# フランデレン地域
フランデレン地域（フランデレンちいき、 オランダ語: Vlaamse Gemeenschap [ˈvlaːmsə ɣəˈmeːnsxɑp] ( 音声ファイル); フランス語: Communauté flamande [kɔmynote flamɑ̃d]; ドイツ語: Flämische Gemeinschaft [ˈflɛːmɪʃə ɡəˈmaɪ̯nʃaft], 英語: Flemish Community）は、ベルギーの連邦構成主体である3つの地域のうち、首都ブリュッセルを除いた国土の北半分を占める地域。同じく連邦構成主体であるフラマン語を話すフラマン語共同体とは領域がほぼ同じであることから事実上統合されており、共通の政府・議会を有する。首府はブリュッセル。公用語はオランダ語（フラマン語）である。

## 行政区分
フランデレン地域は5つの州からなる。
- アントウェルペン州
- ウェスト＝フランデレン州
- オースト＝フランデレン州
- フラームス＝ブラバント州
- リンブルフ州

## 政治
フランデレン地域とフラマン語共同体の政府として、フランデレン政府が設けられている。
フランデレン政府は、フラマン語共同体の政府として文化、教育、保健・福祉などに関する政策を実施し、フランデレン地域の政府としては経済、雇用、都市計画、農業などに関する政策を行っている。
議会は任期5年で、定数は124。118名はフランデレン地域から、6名はブリュッセル首都圏地域のオランダ語系の有権者から、それぞれ選出される。2019年の選挙の結果を受けた議会の構成は以下の通り。
- 新フラームス同盟(N-VA)：35議席
- フラームス・ベランフ(VB)：23議席
- キリスト教民主フラームス(CD&V)：19議席
- 開かれたフラームス自由民主(OpenVLD)：16議席
- フルン(Groen)：14議席
- 社会党・別(sp.a)：13議席
- ベルギー労働者党(PVDA)：4議席

2019年より、フランデレン政府首相は新フラームス同盟のヤン・ヤンボンJan Jambonが務めている。彼の政権は新フラームス同盟、キリスト教民主フラームス、開かれたフラームス自由民主の連立によるものである。

## 姉妹自治体・提携自治体

### 提携自治体
- 愛知県、日本国[7]